# St. Johannes Evangelist (Hohenthann)

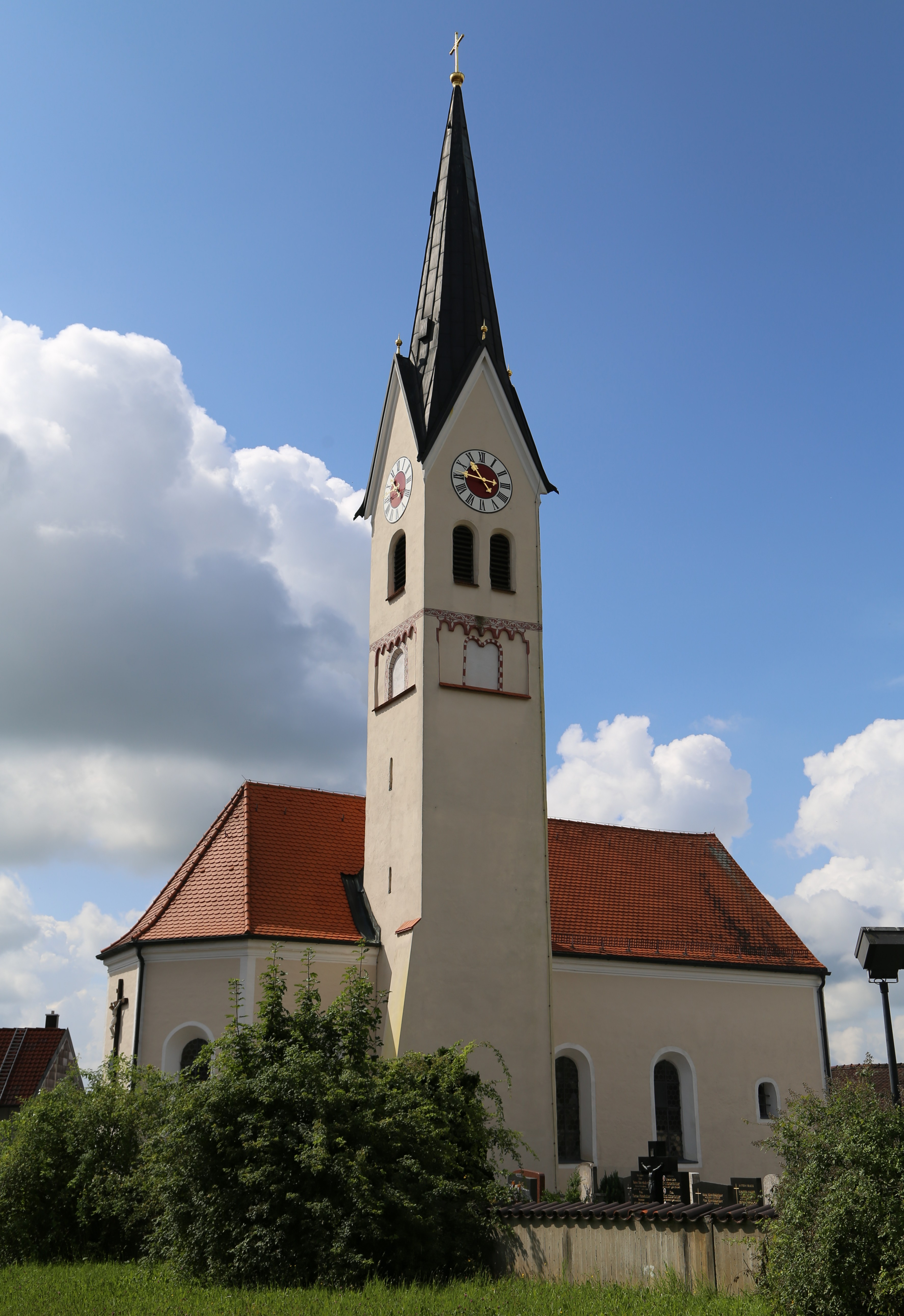
St. Johannes Evangelist in Hohenthann

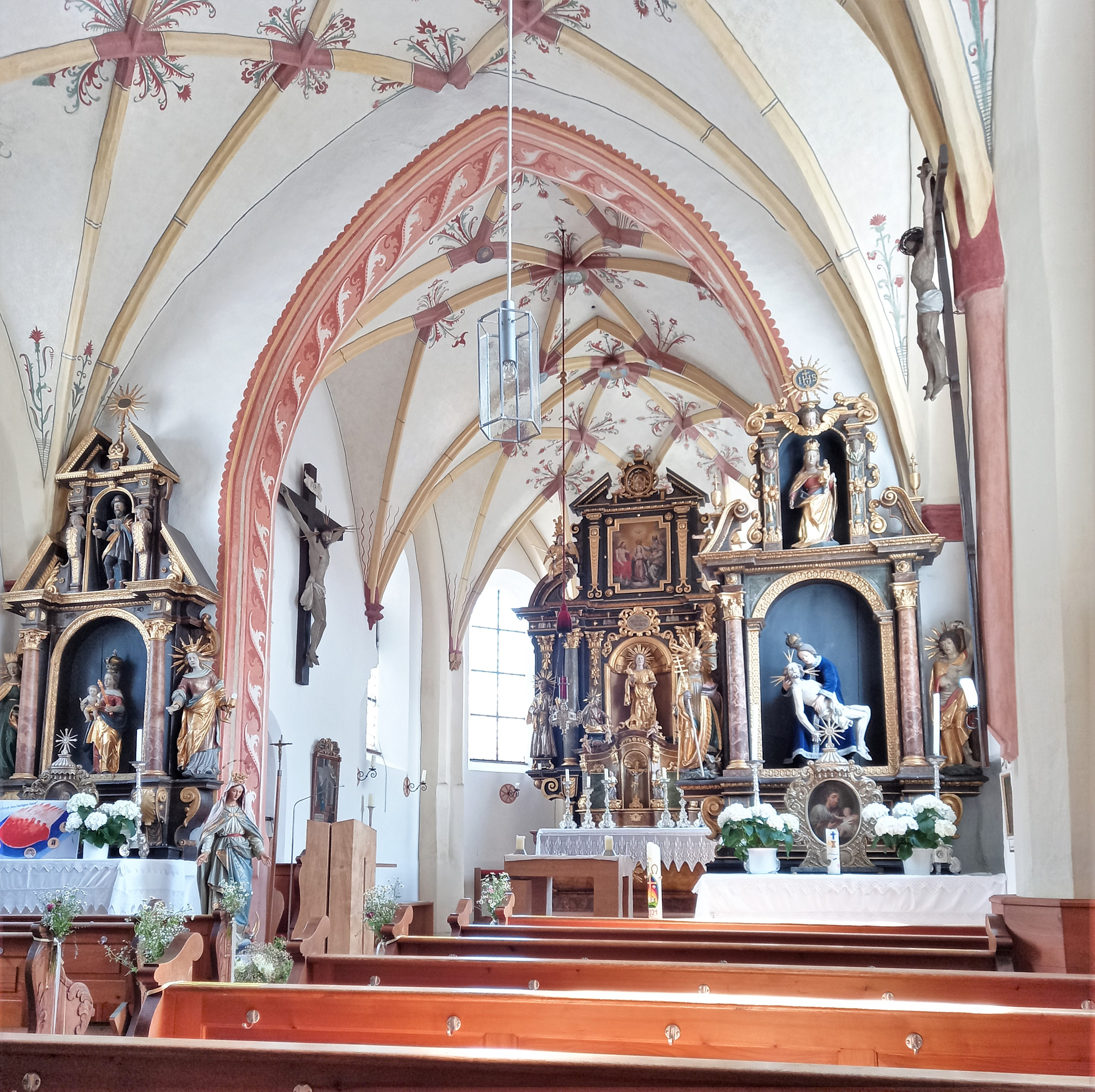
Innenraum

Die römisch-katholische Filialkirche St. Johannes Evangelist steht in Hohenthann, einem Gemeindeteil von Tuntenhausen im oberbayerischen Landkreis Rosenheim. Das Bauwerk ist in der Liste der Baudenkmäler in Tuntenhausen als Baudenkmal unter der Nr. D-1-87-179-29 eingetragen. Die Kirche gehört zum Dekanat Rosenheim im Erzbistum München und Freising.

## Beschreibung
Die im Kern spätgotische, zum Kloster Beyharting gehörende Saalkirche wurde 1425 erbaut und in den Jahren 1624/65 barock umgestaltet. Sie besteht aus dem Langhaus, dem eingezogenen, dreiseitig geschlossenen, in der Längsachse nach Norden verschobenen Chor im Osten und dem Chorflankenturm an der Nordwand des Chors. Der Turm wurde 1898 um ein Geschoss für den Glockenstuhl und die darüber angebrachte Turmuhr erhöht und mit einem spitzen Helm bedeckt.
Die Sakristei steht an der Südwand des Chors, ein sogenanntes Vorzeichen (Vorbau) an der Südwand des Langhauses.
Der Innenraum des Langhauses ist mit einem Netzgewölbe überspannt, ebenso der des Chors. Der Hochaltar und der nördliche Seitenaltar mit einer Skulptur der Maria wurden um 1650 gebaut, der südliche Seitenaltar enthält eine Pietà von 1750. In der Nische des Hochaltars steht eine Statue Johannes des Evangelisten, erkennbar an seinem Attribut, dem Giftkelch, aus dem sich eine Schlage emporwindet.

## Orgel
Die Orgel mit 8 Registern auf einem Manual und Pedal wurde 1987 von Dieter Schingnitz neu gebaut. Die Disposition lautet:
| Manual         |       |            |
| Gedackt        | 8′    | [ Anm. 1 ] |
| Salicional     | 8′    |            |
| Prinzipal      | 4′    |            |
| Rohrflöte      | 4′    |            |
| Sesquialter II |       | [ Anm. 2 ] |
| Oktave         | 2′    |            |
| Mixtur III     | 1 ⁄3′ |            |
| Tremulant      |       |            |

| Pedal  |     |
| Subbaß | 16′ |

- Koppeln: I/P
- Bemerkungen: Schleifladen, Stimmung nach Kirnberger III

Anmerkungen
1. ↑  Schleife geteilt
2. ↑  ab b